# 백제본기
《백제본기》(百濟本記)는 백제의 사서(역사책)인데, 일본의 가장 오래된 정사(正史)인 《니혼쇼키》(일본어: 日本書紀)에 나와 있는 백제삼서 중의 하나이나, 현전하지는 않는다.
《니혼쇼키》에서 백제에 대한 기록은 《백제기》, 《백제신찬》, 《백제본기》를 참조한 것으로 보이며, 백제의 사서가 그대로 보존되었는가에 대해서는 논란이 있다. 이름이 같은 《삼국사기》의 백제본기(百濟本紀)와는 다르다. 《니혼쇼키》의 게이타이키(繼體紀) 대부분, 긴메이키(欽明紀)의 절반에 달하는 분량이 《백제본기》를 중심으로 내용이 구성되어 있으며, 《니혼쇼키》의 편찬자들이 백제삼서 중에서도 특히 중시했던 책으로서 백제의 인명과 관직명, 당대의 역사적인 사실 등을 구체적으로 반영하고 있는 귀중한 자료이다.

## 성립 시기와 주체
학자들은 《백제본기》를 편찬하는데 원사료가 된 동명의 백제 사서가 있었을 것으로 추정한다. 이 원사료는 일단 일본이 아닌 백제 본국에서 편찬되었다. 《니혼쇼키》편찬 당시 유력 씨족 가문의 가전적인 기록이 제출되었는데 이것을 본기(本記)라 부른 것으로, 《백제본기》는 일본 조정 내에서 벼슬하던 구다라노코니키시(百濟王) 집안의 집안 전승 기록이다. 의자왕의 왕자인 선광(善光)을 시조로 하는 구다라노코니키시 일족은 본국 백제의 멸망이 돌이킬수 없는 시점에 이른 뒤 구다라노코니키시라는 성씨와 함께 일본의 관료체제에 편입되었으며, 그들에 의해 《백제본기》의 개변이 이루어졌다는 점을 염두에 두어야 한다. 한편 《백제본기》의 내용이 위덕왕대를 크게 벗어나지 않는다는 점에서 위덕왕의 즉위 시기를 전후해 《백제본기》의 원사료가 성립되었다고 보기도 한다.

## 용어 사용

### 인명 및 관직명
《삼국사기》등의 사료에서 백제의 관위와 인명을 실제 확인할 수 있는 것은 좌평·달솔·은솔·한솔의 고위관료에 그치고 있으며, 나솔 이하의 관료(특히 '덕德'이 들어가는 관위를 가진)의 인명은 거의 찾아볼 수 없다. 하지만 《백제본기》를 인용한 《니혼쇼키》에는 장덕(將德) 구귀(久貴), 고덕(固德) 마차문(馬次文), 시덕(施德) 작간나(灼干那), 계덕(季德) 기마차(己麻次), 대덕(對德) 진타(進陀) 등과 같이 '덕'이 들어가는 관위를 가진 인명을 다수 확인할 수 있다.

### 일본과 관련된 용어
다른 백제삼서와 마찬가지로 《백제본기》에서도 왜왕을 '천황'으로 적고 있으며, '왜(倭)'나 '대왜(大倭)'라는 용어를 대신해 처음으로 '일본'이라는 단어가 등장한다. 이러한 용어는 백제삼서의 원본이 되었을 백제의 원사료에서부터 나온 것이 아니라 《니혼쇼키》편찬자나 최종적으로 백제삼서라는 문헌을 제출한 이들에 의해 개서되었을 것으로 여겨진다.
왜인의 이름을 표기하는 경우 《백제본기》는 훈독표기 방식과 음독표기 방식이 뒤섞여 있는데, 인명이 처음 등장할 때에는 음독표기, 그 다음부터는 훈독표기 방식을 쓰고 있다. 이에 대해서는 일본 사회에 정착해 이미 일본식 인명표기에 익숙해진 상태에서 정리되었기 때문이라는 주장이 있다. 한편 일본측에서도 누구인지 확실하게 알 수 없다고 한 인명도 《백제본기》에는 다수 포함되어 있다.

### 기년 표기
《백제본기》의 기년 표기는 《백제기》나 《백제신찬》보다도 더 복잡한 양상을 띠고 있는데, 초반에는 간지년과 월명으로 기년을 표기하거나 월명으로 표기하다가 중반부에 월명 뒤에 일의 간지를 표기했으며, 그 뒤로 월명과 일뿐 아니라 그 일의 간지까지 밝히는 등 후반부로 갈수록 점점 더 구체적으로 기년 표기가 세분화되고 자세해진다.

## 역사적 사실의 반영에 대한 평가
다른 백제삼서가 그러하듯 《백제본기》 역시 백제를 주인공으로 하는 1인칭 시점에서 서술되어 있다. 백제의 역사책을 기초로 저술된 책이긴 하지만, 《백제본기》의 기사가 꼭 백제와 왜의 관계만을 반영하고 있는 것만은 아니고, 인접한 고구려나 왜국의 내정에 관한 문제도 서술하고 있다.

### 왜국 왕의 죽음과 백제의 가야 진출
《니혼쇼키》게이타이키에는 게이타이 천황의 죽음이 재위 25년인 서기 531년에 있었다고 기술했다.
廿五年春二月, 天皇病甚. 丁未, 天皇崩于磐余玉穗宮, 時年八十二. 冬十二月丙申朔庚子, 葬于藍野陵.【或本云『天皇廿八年歲次甲寅崩』而此云廿五年歲次辛亥崩者, 取百濟本記爲文. 其文云『大歲辛亥三月, 師進至于安羅營乞■城. 是月, 高麗弑其王安. 又聞, 日本天皇及太子皇子俱崩薨.』 由此而辛亥之歲當廿五年矣. 後勘校者知之也.】
25년(531) 봄 2월에 천황(天皇)의 병이 심하였다. 정미(7일)에 천황이 이와레노타마호노미야(磐余玉穗宮)에서 붕어하니 이때 나이 82세였다. 겨울 12월 병신 초하루 경자(5일)에 아이노노미사사키(藍野陵)에 장사지냈다.【어떤 책에는 『천황은 (즉위) 28년인 세차(歲次) 갑인(534)에 붕하였다.』고 하였는데 여기서 25년인 세차 신해에 붕하였다고 한 것은 《백제본기》의 글을 따른 것이다. 그 글에서 말하기를 『태세(太歲) 신해 3월에 군사를 안라(安羅)에 진주시키고 걸탁성(乞■城)을 쌓았다. 이 달에 고려(고구려)에서 그 왕 안(安)을 시해하였다. 또한 들으니 일본(日本)의 천황과 태자, 황자가 모두 죽었다고 하였다.』고 했다. 이러한 이유로 신해의 세(歲)란 25년이 마땅하다. 후세의 교감하는 자는 알 것이다.】

게이타이 천황이 즉위 28년만에 죽었다는 일본 국내의 다른 자체 기록을 내버려두고 25년만에 죽었다는 설을 택한 것은 《니혼쇼키》안에서도 《백제본기》의 기사를 따른 것이라고 증언하고 있을 정도로, 《백제본기》는 일본 역사의 기년조정에까지 큰 영향을 주었다. 《니혼쇼키》에 따르면 게이타이 천황은 황태자 마가리노오에(勾大兄) 황자(훗날의 안칸 천황)에게 양위하였는데, 공교롭게도 황태자가 즉위한 날과 게이타이 천황이 사망한 날이 맞아 떨어진다. 이에 대해서 일본 학계 일각에서는 정변으로 게이타이 천황 일가가 몰살되었지 않을까 하는 가능성을 제기하고 있으나('신해의 변'이라 불리는 학설) 아직 정설로 인정받지는 못하고 있다.

### 고구려의 왕위 쟁탈전
《백제본기》가 서술한 고구려의 사정에 대한 것 가운데 하나를 소개하면 다음과 같다.
[是歲, 高麗大亂被誅殺者衆.【百濟本記云 『十二月甲午(廿), 高麗國細群與麤群戰于宮門, 伐鼓戰鬪, 細群敗, 不解兵三日, 盡捕誅細群子孫. 戊戌(廿四), 狛鵠香岡上王薨也.】]
이 해(545)에 고려(고구려)가 크게 어지러워 주살된 자가 많았다.【백제본기에서 말하기를 『12월 갑오(20일)에 고려국의 세군과 추군이 궁문에서 북을 치며 싸웠는데, 세군이 패하였으나 사흘 동안 병사를 해산하지 않고 세군의 자손을 잡아 죽였다. 무술(24일)에 박(狛)의 곡향강상왕(鵠香岡上王)이 훙하였다.』고 하였다.】

[是歲, 高麗大亂. 凡鬪死者二千餘.【百濟本記云 『高麗以正月丙午, 立中夫人子爲王, 年八歲. 狛王有三夫人, 正夫人無子, 中夫人生世子, 其舅氏麤群也. 小夫人生子, 其舅氏細群也. 及狛王疾篤, 細群麤群, 各欲立其夫人之子. 故細群死者二千餘人也.】]
이 해에 고려가 크게 어지러웠다. 무릇 싸우다 죽은 자가 2천 명을 헤아렸다.【백제본기에서 말하기를 『고려는 정월 병오에 중부인(中夫人)의 아들을 왕으로 세웠는데 나이가 여덟 살이었다. 박왕(狛王)에게는 세 명의 부인이 있었는데, 정부인(正夫人)은 아들이 없고 중부인이 세자를 낳았는데 그 구씨(舅氏, 사돈)가 추군이다. 소부인(小夫人)도 아들을 낳았는데 그 구씨(舅氏)는 세군이었다. 박왕이 병들자 세군과 추군은 각자 그쪽 부인의 아들을 세우고자 했다. 때문에 세군측 죽은 자가 2천 명을 헤아렸다.』고 하였다.

고려 즉 고구려의 곡향강상왕이란 《삼국사기》에 등장하는 안원왕을 가리키는 것으로 보인다. 《니혼쇼키》자체는 일본 천황가의 정통성을 합리화하기 위해 상당부분을 사실과 다르게 기록했지만, 안원왕의 사망 시기에 대해서 《삼국사기》와 중국 《양서》의 기록이 서로 일치하지 않는다는 것은 안원왕의 사망이 정상적인 사망과는 거리가 멀었다는 것을 의미하는 바, 그러한 사실만으로도 이 《백제본기》의 기사는 충분히 믿을 만한 가치가 있는 것으로 평가받고 있다. 고구려에서 차기 왕권을 두고 안원왕의 사돈 가문이 벌인 전쟁은 고구려에 숨어든 백제의 첩자들이 수집해 중앙에 보고한 정보로 추정된다.

### 성왕의 죽음
《삼국사기》에는 성왕(聖王)의 죽음에 대해 신라를 기습하려다 신라의 복병을 만나 피살되었다고 적었지만, 성왕이 대동한 병력이 불과 '보기 50명'에 불과하다는 점에서 이 기록은 의심을 받아왔다. 하지만 《니혼쇼키》에 따르면 성왕은 50기를 이끌고 신라를 기습하러 간 것이 아니라, 먼저 전선에 가있던 아들 부여창(훗날의 위덕왕)을 위로하기 위해 간 것으로 설명하고 있다.
[餘昌謀伐新羅, 耆老諌曰 "天未與, 懼禍及." 餘昌曰 "老矣何怯也. 我事大國, 有何懼也?" 遂入新羅國, 築久陀牟羅塞. 其父明王憂慮, 餘昌長苦行陣久廢眠食, 父慈多闕, 子孝希成. 乃自■迎慰勞. 新羅聞明王親來, 悉發國中兵斷道擊破. 是時新羅謂佐知村飼馬奴苦都【更名谷智.】曰 "苦都賤奴也. 明王名主也. 今使賤奴殺名主, 冀傅後世莫忘於口." 已而苦都乃獲明王, 再拜曰 "請斬王首." 明王對曰 "王頭不合受奴手." 苦都曰 "我國法違背所盟, 雖曰國王當受奴手."【一本云 『明王乘踞胡床, 解授佩刀於谷知令斬.』】明王仰天大憩涕泣, 許諾曰 "寡人每念, 常痛入骨髓. 願計不可苟活." 乃延首受斬. 苦都斬首而殺, 堀坎而埋.【一本云『新羅留理明王頭骨, 而以禮送餘骨於百濟. 今新羅王埋明王骨於北廳階下. 名此廳曰都堂.』】]
여창(餘昌)이 신라를 정벌하고자 하는데 기로(耆老)들이 간하였다.
"하늘이 우리를 돕지 않으니 화가 미칠까 두렵습니다."
여창이 말하였다.
"늙은이들이 무슨 겁이 그리 많으냐. 나는 대국(大國)을 섬기고 있는데 두려울 것이 무엇이냐?"
마침내 신라에 들어가 구타모라(久陀牟羅)에 요새를 쌓았다. 그 아버지 명왕(明王)은 여창이 진을 친 채 고생하고 침식을 폐한 지 오래되었으니, 아비의 자애가 성글기 쉽고 자식의 효가 이루어지기 어려울까 걱정하였다. 이에 몸소 가서 위로하고자 하였다. 신라는 명왕이 친히 온다는 소식을 듣고, 나라 안의 병사를 모두 뽑아 길을 끊고 쳐서 깨뜨렸다. 이때 신라에서 좌지촌(佐知村)의 사마노(飼馬奴) 고도(苦都)【곡지(谷智)라고도 했다.】에게 말하기를
"고도는 천한 종놈이다. 명왕은 이름난 군주이지. 지금 천한 종놈이 이름난 군주를 죽인다 하면 마땅히 그 사실은 후세에 전해져 입에서 잊혀지지 않으리라."
고 하였다. 고도가 명왕을 잡아 두 번 절하고 말하였다.
"왕의 목을 베게 해주소서."
"왕의 목을 종놈 손에 넘길까보냐."
고도가 말하였다.
"우리 국법에는 맹세한 바를 어기면 그것이 국왕이라 하여도 종놈의 손에 죽소이다."【어떤 책에는 『명왕이 호상(胡床)에 걸터앉아서 패도(佩刀)를 풀어 곡지에게 주면서 베도록 했다』고 적었다.】
명왕은 하늘을 우러러 크게 탄식하고 눈물 흘리며 허락하였다.
"생각하니 과인은 항시 뼈에 사무치는 고통을 안고서 이 날까지 살아왔구나. 허나 구차히 살기를 바라지는 않겠다."
 이에 목을 길게 늘이고 베임을 당했다. 고도는 목을 베어 죽이고 굴을 파서 묻었다.【어떤 책에는 『신라는 명왕의 머리뼈만 남기고 나머지 뼈는 예를 갖추어 백제에 돌려보냈다. 신라왕은 명왕의 뼈를 북청(北廳)의 계하(階下)에 묻었는데 이 청의 이름을 도당(都堂)이라 불렀다.』고 하였다.】

《니혼쇼키》의 이 기록은 《삼국사기》에서 나타나는 정황상의 모순을 해결해주고 있다는 평가를 받는다. 일본중심적인 윤색을 담고 있는 《니혼쇼키》의 기록이 모두 사실인 것은 아니지만, 백제나 가야의 개별적인 역사나 단편적인 정보에 관한 한 《니혼쇼키》의 기록이 《삼국사기》보다 자세하고, 정확한 경우도 있다.

## 같이 보기
- 니혼쇼키
- 백제삼서
- 백제기
- 백제신찬
- 백제의 관직